# Plinthisinae

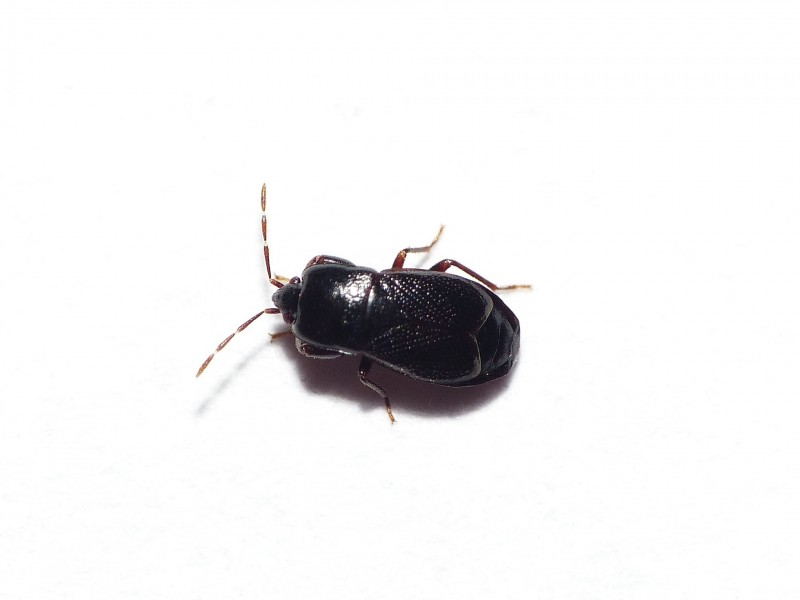
Plinthisus brevipennis

Plinthisinae – podrodzina pluskwiaków z  podrzędu różnoskrzydłych i rodziny brudźcowatych. Obejmuje około 110 opisanych gatunków. Rozprzestrzeniona jest kosmopolitycznie.

## Morfologia
Pluskwiaki małych rozmiarów, o błyszczącym lub niemal błyszczącym oskórku. Głowa ma dobrze rozwinięte bukule, osadzone poniżej środka oczu złożonych, czteroczłonowe czułki, czteroczłonową kłujkę. Na powierzchni głowy rosną trichobotria. Przedplecze zazwyczaj ma przednią część rozszerzoną, co szczególnie dobrze zaznacza się u form niezdolnych do lotu. Półpokrywy i skrzydła często są silnie zredukowane, zwykle w sposób przywodzący na myśl kusakowate (stafylinoidalny), odsłaniający wierzchnią stronę tylnej połowy odwłoka. Odnóża przedniej pary mają uda silnie uzbrojone w kolce. Wszystkie przetchlinki odwłokowe umieszczone są na spodzie segmentów, na sternitach. Trichobotria w tylnej parze piątego sternitu umieszczone są jedno nad drugim. U samicy między sternitami czwartym i piątym widoczna jest błona międzysegmentalna (conjunctiva). Samce mają zdolność wydawania dźwięków (strydulacji). Za stridulitrium służą im tylne skrzydła, zaś plectrum znajduje się na pierwszym segmencie odwłoka.

## Występowanie
Podrodzina rozprzestrzeniona jest kosmopolitycznie, ale najliczniej reprezentowana w krainie etiopskiej i palearktycznej. Polsce stwierdzono 2 gatunki:  Plinthisus brevipennis i P. pusillus (zobacz: brudźcowate Polski). Z Australii wykazano 15 gatunków, w tym 14 endemitów.

## Taksonomia
Takson ten wprowadzili w 1961 roku James Alexander Slater i Merril H. Sweet. Początkowo klasyfikowany był w randze plemienia, jako że brudźcowate miały rangę podrodziny w obrębie szeroko rozumianych zwińcowatych.  Thomas J. Henry w 1997 roku opublikował wyniki analizy filogenetycznej infrarzędu, na podstawie której wniósł niektóre podrodziny zwińcowatych, w tym brudźcowate do rangi osobnych rodzin. W związku z tym plemię Plinthisini wyniesiono do rangi podrodziny Plinthisinae. Do podrodziny tej zalicza się 111 opisanych gatunków, zgrupowanych w dwóch rodzajach:
- Bosbequius Distant, 1904
- Plinthisus Stephens, 1829